# Oberottmarshausen
Oberottmarshausen là một đô thị ở huyện Augsburg bang Bayern nước Đức. Đô thị Oberottmarshausen có diện tích 8,6 km², dân số thời điểm ngày 31 tháng 12 năm 2006 là 1669 người.